# 서른한살의 반란
서른한살의 반란은 한국방송공사 2TV 아침드라마이다.

## 제작진
- 극본 : 이유정
- 연출 : 김연진

## 출연진
- 이영하
- 김미숙
- 김서라
- 김종결
- 김청